# Bučina u Suché louky
Přírodní rezervace Bučina U Suché louky se nachází mezi Bukovou, Lipovou a Malým Hradiskem v okrese Prostějov. Jedná se o přirozený porost s převahou buku (Fagus), avšak jsou zde zastoupeny i jiné stromy, jako je smrk (Picea), modřín (Larix) a v menší míře i jedle (Abies) a javor klen (Acer pseudoplatanus). Provádí se zde sběr osiva buku. Oblast spravuje Krajský úřad Olomouckého kraje.

## Flóra
Z chráněných druhů se v přírodní rezervaci nacházejí svízel vonný (Asperula odorata), jenž se vyskytují převážně v samotném jádru chráněného území, a kostřava lesní (Festuca altissima). Dále tu roste rozrazil horský (Veronica montana), samorostlík klasnatý (Actaea spicata), věsenka nachová (Prenanthes purpurea), bukovinec osladičovitý (Phegopteris connectilis), borůvka (Vaccinium myrtillus) nebo třtina chloupkatá (Calamagrostis villosa).

## Fauna
Z ptáků na území hnízdí datel černý (Dryocopus martius), holub doupňák (Columba oenas) či lejsek malý (Ficedula parva).

## Geomorfologie
Minimální nadmořská výška výška rezervace činí 520 metrů, maximální nadmořská výška je 622 metrů. Její rozloha činí 7,525 ha.

## Geologie

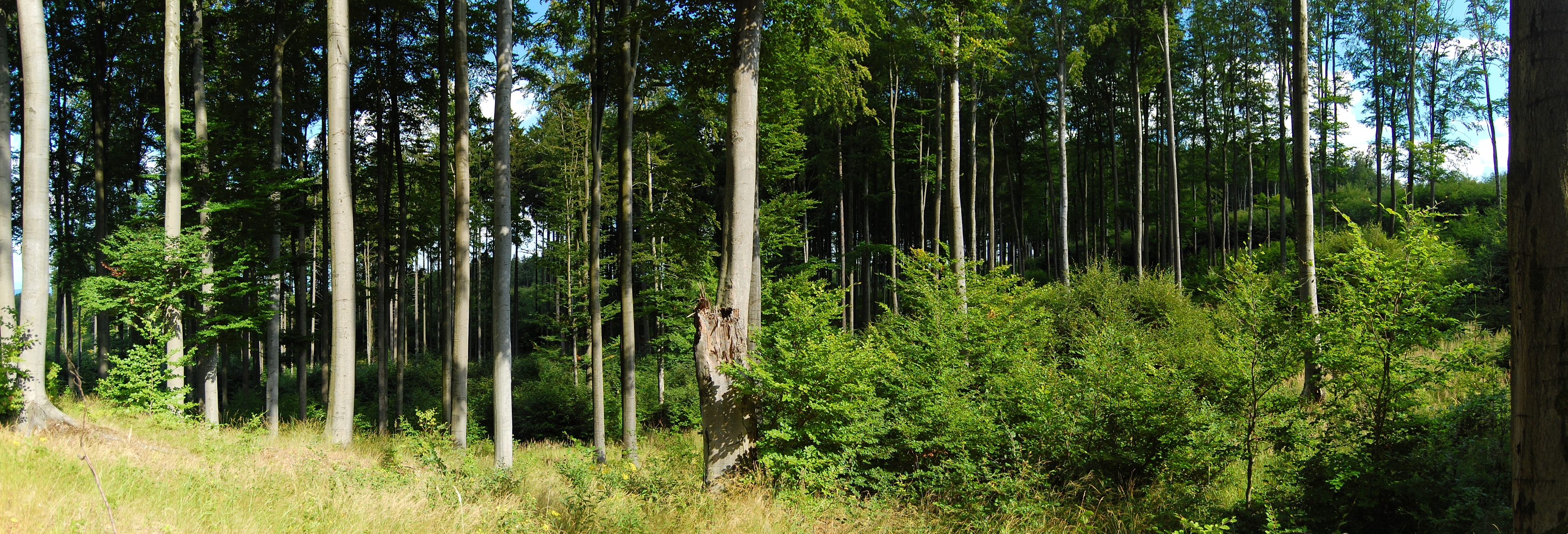

Podloží tvoří kulmské droby, na nich leží místy silně kamenité mezotrofní a oligotrofní kambizemě.

## Historie
V minulosti byla oblast silně zasažena kácením a výsadbou jiných druhů, převážně smrku, ovšem buku se podařilo na své původní stanoviště samovolně navrátit.
Přírodní rezervace byla vyhlášená jako chráněná dne 1. srpna 1990.